# Proserpinaca palustris
Proserpinaca palustris là một loài thực vật có hoa trong họ Haloragaceae. Loài này được L. miêu tả khoa học đầu tiên năm 1753.